# Modern Life Is Rubbish
A Modern Life is Rubbish az angol Blur együttes második albuma, mely 1993 májusában jelent meg. Bár a Leisure című bemutatkozó albumuk kereskedelmileg sikeres volt, a média ellenhatásának köszönhetően a csapat kiesett a közönség kegyeiből.
Az album 14. helyet ért el az albumlistán, a kislemezek a listák 20. helye körül mozogtak. A britpop színtér egyik meghatározó darabjaként tartják számon. Az album szerepel az 1001 lemez, amit hallanod kell, mielőtt meghalsz című könyvben.

## Az album dalai
|     | Cím                         | Szerző(k) | Hossz     |
| --- | --------------------------- | --------- | --------- |
| 1.  | For Tomorrow                | Blur      | 4:18      |
| 2.  | Advert                      | Blur      | 3:43      |
| 3.  | Colin Zeal                  | Blur      | 3:14      |
| 4.  | Pressure on Julian          | Blur      | 3:30      |
| 5.  | Star Shaped                 | Blur      | 3:25      |
| 6.  | Blue Jeans                  | Blur      | 3:53      |
| 7.  | Chemical World Intermission | Blur      | 4:02 2:27 |
| 8.  | Sunday Sunday               | Blur      | 2:36      |
| 9.  | Oily water                  | Blur      | 4:59      |
| 10. | Miss America                | Blur      | 5:34      |
| 11. | Villa Rosie                 | Blur      | 3:54      |
| 12. | Coping                      | Blur      | 3:23      |
| 13. | Turn It Up                  | Blur      | 3:21      |
| 14. | Resigned Commercial Break   | Blur      | 5:13 0:56 |

## Közreműködők
- Damon Albarn – ének, zongora, billentyűk
- Graham Coxon – gitár, háttérvokál
- Alex James – basszusgitár
- Dave Rowntree – dob
- Stephen Street – producer (kivéve a Sunday Sunday-t és a Villa Rosie-t)
- Steve Lovell – producer (Sunday Sunday és Villa Rosie)
- Simon Weinstock – keverés (Sunday Sunday és Villa Rosie)
- John Smith – hangmérnök; koproducer (Intermission, Commercial Break, Miss America, Resigned)
- Blur – producer (Oily Water), koproducer (Intermission, Commercial Break, Miss America, Resigned)